# 珀爾瓦瑟河
50°31′51″N 12°49′05″E / 50.5308°N 12.8181°E

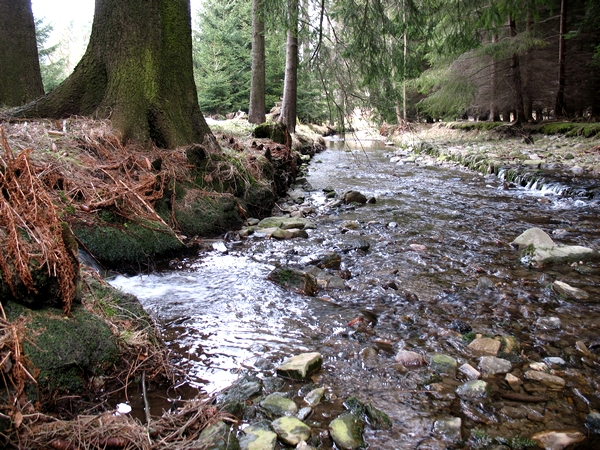

珀爾瓦瑟河是德國的河流，位於該國東部，流經薩克森自由州，屬於大米特韋達河的左支流，處於柏林以南230公里，河口處在施瓦岑貝格附近。